# Little Miss Nobody (film, 1936)
Pour plus de détails, voir Fiche technique et Distribution.
Little Miss Nobody est un film américain en noir et blanc réalisé par John G. Blystone, sorti en 1936. 
Il s'agit du remake du film muet Amour de gosses (Blue Skies) tourné en 1929.

## Synopsis
Une petite farceuse en fuite, prétendument orpheline, se lie d'amitié avec le propriétaire d'une animalerie au bon cœur, mais au passé criminel. Elle aide sa meilleure amie à se faire adopter avant d'être retrouvée par son propre père, un éminent avocat.

## Fiche technique
- Titre original : Little Miss Nobody
- Réalisation : John G. Blystone
- Scénario : Lou Breslow, Paul Burger, Edward Eliscu
- Musique : Samuel Kaylin
- Photographie : Bert Glennon
- Montage : Alfred DeGaetano
- Producteur : Sol M. Wurtzel
- Société de production et de distribution : 20th Century Fox
- Pays de production :  États-Unis
- Langue originale : anglais américain
- Format : noir et blanc — 35 mm — 1,37:1 — son : mono ((Western Electric Noiseless Recording)
- Genre : comédie dramatique
- Durée : 72 minutes
- Dates de sortie : 
  - États-Unis : 5 juin 1936

## Distribution
- Jane Withers : Judy Devlin
- Jane Darwell : Martha Bradley
- Ralph Morgan : Gerald Dexter
- Sara Haden : Teresa Lewis
- Harry Carey : John Russell
- Betty Jean Hainey : Mary Dorsey
- Thomas E. Jackson : Dutch Miller
- Jackie Morrow : Junior Smythe
- Jed Prouty : Hector Smythe
- Claudia Coleman : Sybil Smythe
- Donald Haines : Harold Slade
- Clarence Wilson : Herman Slade
- Lillian Harmer : Jessica Taggert